# 天津女子バレーボールクラブ
天津女子バレーボールクラブ（中国語表記: 渤海銀行女排、英称: Bokai Bank Tianjin）は、中国バレーボールリーグに加盟するプロバレーボールクラブ。

## 概要
本拠地は天津。1998年に設立され、天津スポーツのシンボルである。ブリヂストンの子会社であるブリヂストン天津がスポンサーとなり、天津ブリヂストン女子バレーボールクラブとして知られた。2002年から2004年にかけて3連覇を達成している。2006年から2010年にかけて五連覇を達成している。魏秋月などが所属している。2012年からは渤海銀行がメインスポンサーとなり、チーム名は「Bokai Bank Tianjing」（渤海銀行女排）などと表記されている。

## 年度別成績
| 年度      | 順位   |
| --------- | ------ |
| 2000-2001 | 9位    |
| 2001-2002 | 3位    |
| 2002-2003 | 優勝   |
| 2003-2004 | 優勝   |
| 2004-2005 | 優勝   |
| 2005-2006 | 凖優勝 |
| 2006-2007 | 優勝   |
| 2007-2008 | 優勝   |
| 2008-2009 | 優勝   |
| 2009-2010 | 優勝   |
| 2010-2011 | 優勝   |
| 2011-2012 | 3位    |

## タイトル

### 国内タイトル
- 中国バレーボールリーグ: 8回
  - 2002年、2003年、2004年、2006年、2007年、2008年、2009年、2010年

### 国際タイトル
- AVCアジアクラブ選手権: 4回
  - 2005年、2006年、2008年、2012年

## 歴代所属選手
- 李珊
- 張萍
- 張娜
- 李娟
- 魏秋月
- 陳麗怡
- 殷娜
- 姚笛
- 薛明
- 鄭益昕
- ブリジトカ・モルナル
- イヴァナ・ネーショヴィッチ
- ナンシー・カリーヨ
- エヴァ・ヤネヴァ